# Universal Music Group
Universal Music Group (сокращённо UMG) — крупнейшая в мире бизнес-компания и материнская компания лейблов звукозаписи, медиахолдинг. Самый влиятельный лейбл «большой тройки лейблов звукозаписи». 
Имеет региональные представительства в различных странах.
UMG владеет самым большим музыкальным издательством в мире, Universal Music Publishing Group, после приобретения BMG Music Publishing в мае 2007 года.
Главный офис Vivendi SA находится в Париже, Франция. В США главный офис находится в Нью-Йорке. Также в США компания представлена ещё двумя офисами в Калифорнии — в Юнивёрсал Сити и в Санта-Монике. Также офисы компании находятся в Лондоне и Ромфорде, Великобритания.

## История
История до 1996 года, см. MCA Records

### Ранняя история
Истоки компании восходят к основанию американского отделения Decca Records в сентябре 1934 года. Английская компания Decca Record Co. Ltd. выделила American Decca в 1939 году. MCA Inc. объединилась с American Decca в 1962 году.
В ноябре 1990 года японский многонациональный конгломерат Matsushita Electric согласился приобрести MCA за 6,59 миллиарда долларов. В 1995 году Seagram приобрели 80 процентов MCA у Matsushita. 9 декабря 1996 года компания была переименована в Universal Studios, Inc., а музыкальный дивизион был переименован в Universal Music Group; MCA Records продолжал оставаться лейблом в составе Universal Music Group. В мае 1998 года компания Seagram приобрела лейбл PolyGram и в начале 1999 года объединила ее с Universal Music Group.

### Дочерняя компания Vivendi
В мае 2004 года Universal Music Group была передана под отдельное управление от Universal Studios, после того как французский медиа-конгломерат Vivendi продал 80% компании General Electric, которая впоследствии объединила ее с NBC и образовала NBCUniversal. Это произошло через два месяца после отделения Warner Music Group от Time Warner. В феврале 2006 года Vivendi (владеющая UMG с 2000 года) приобрела оставшиеся 20% UMG у Matsushita Electric.
6 сентября 2006 года Vivendi объявила о покупке BMG Music Publishing за 1,63 миллиарда евро (2,4 миллиарда долларов); после получения разрешения регулирующих органов Европейского Союза приобретение было завершено 25 июня 2007 года.

### 2007–2012 и покупка EMI
В июне 2007 года UMG приобрела Sanctuary, которая в конечном итоге стала Bravado, подразделением UMG по мерчандайзингу и управлению брендом. Компания представила таких артистов, как Джастин Бибер, Леди Гага и Канье Уэст, а также сотрудничала с ретейлерами Barneys, Bloomingdale's и Selfridges.
В 2008 году Universal Music Group согласилась предоставить доступ к своему каталогу новому стриминговому сервису Spotify для использования за пределами США на ограниченной основе.
С назначением Люсьена Грейнджа на пост генерального директора UMG Макс Хоул был назначен на должность главного операционного директора UMGI с 1 июля 2010 года.
Дуг Моррис ушел с поста генерального директора 1 января 2011 года. Бывший председатель/главный исполнительный директор Universal Music International Люсьен Грейндж был назначен генеральным директором компании. Позже Грейндж сменил его на посту председателя 9 марта 2011 года. Моррис стал новым председателем Sony Music Entertainment 1 июля 2011 года. Начиная с 2011 года, лейбл UMG Interscope Geffen A&M Records начал подписывать участников из American Idol. В январе 2011 года UMG объявила, что пожертвовала 200 000 мастер-записей с 1920-х по 1940-е годы Библиотеке Конгресса для сохранения.
В 2011 году EMI согласились продать звукозаписывающий бренд Universal Music Group за 1,2 миллиарда фунтов стерлингов (1,9 миллиарда долларов) и свои компании по изданию музыки консорциуму под управлением Sony за 2,2 миллиарда долларов. Среди других компаний, которые конкурировали за бизнес звукозаписи, была Warner Music Group, которая, как сообщается, делала заявку на 2 миллиарда долларов. Ассоциация независимых музыкальных компаний выступила против слияния. В марте 2012 года Европейский Союз начал расследование приобретения. ЕС проводили опрос у конкурентов и групп потребителей, приведет ли сделка к повышению цен и остановит ли конкурентов.
21 сентября 2012 года продажа EMI компании UMG была одобрена Европейской комиссией в Европе и Федеральной торговой комиссией в США. Однако Европейская комиссия одобрила сделку только при условии, что объединенная компания передаст треть своих активов другим компаниям с подтвержденным опытом работы в музыкальной индустрии. UMG продала Mute Records, Parlophone, Roxy Recordings, MPS Records, Cooperative Music, Now That's What I Call Music!, Jazzland, Universal Greece, Sanctuary Records, Chrysalis Records, EMI Classics, Virgin Classics, а также европейские региональные лейблы EMI должны соблюсти это условие. UMG сохранили The Beatles (ранее в составе Parlophone) и Робби Уильямса (ранее в составе Chrysalis). Каталог Beatles был передан недавно созданной UMG Calderstone Productions, а каталог Уильямса был передан Island Records.

### 2012–2017: Интеграция EMI и реорганизация подразделений
Universal Music Group завершила приобретение EMI 28 сентября 2012 года. В ноябре 2012 года Стив Барнетт был назначен председателем и генеральным директором Capitol Music Group. Ранее он занимал должность главного операционного директора Columbia Records. В соответствии с условиями Европейской комиссии после покупки EMI, Universal Music Group продала каталог Mute немецкой BMG Rights Management 22 декабря 2012 года. Два месяца спустя BMG приобрела Sanctuary Records за €50 миллионов.
8 февраля 2013 года Warner Music Group приобрела Parlophone Label Group (состоящую из Parlophone Records, Chrysalis Records, EMI Classics, Virgin Classics, а также бельгийского, чешского, датского, французского, норвежского, португальского, испанского, словацкого и шведского подразделений) за 765 миллионов долларов (487 миллионов фунтов стерлингов). Позже в феврале Sony Music Entertainment приобрела европейскую долю UMG в Now That I Call Music примерно за 60 миллионов долларов. Play It Again Sam приобрели Co-Operative Music за 500 000 фунтов стерлингов в марте 2013 года. После того, как EMI была поглощена Universal Music, ее британские подразделения включали пять лейблов: Island, Polydor, Decca, Virgin EMI и Capitol. На греческом рынке, в рамках своих планов по продаже, Universal Music сохранила Minos EMI и продала Universal Music Greece греческим инвесторам, которые переименовали ее в Cobalt Music. Edel AG приобрела каталог MPS у Universal в январе 2014 года.
20 марта 2013 года UMG объявили о продлении эксклюзивного соглашения о распространении музыки с Disney Music Group по всему миру, за исключением Японии. В результате этой сделки лейблы и исполнители DMG получили доступ к списку продюсеров и авторов песен UMG по всему миру. Эксклюзивная сделка также означала, что UMG предоставила неограниченный доступ ко всем правам, относящимся к каталогу саундтреков и альбомов Disney, выпущенному 85 лет назад.
2 апреля 2013 года подразделения госпел-музыки Motown Records и EMI объединились в новый лейбл под названием Motown Gospel. В мае 2013 года японская компания SoftBank предложила Vivendi 8,5 млрд долларов за приобретение UMG, но Vivendi отклонила предложение. В июле 2018 года JPMorgan заявили, что UMG может стоить до 40 миллиардов долларов, а затем повысили оценку до 50 миллиардов долларов в 2019 году.
В августе 2013 года UMG стала первой компанией в США, которая заняла девять из 10 лучших песен в цифровых чартах, согласно SoundScan, а несколько недель спустя стала первой компанией, занявшей все 10 из 10 лучших песен в рейтинге Billboard Hot 100.
В сентябре 2013 года UMG получила награду SAG-AFTRA American Scene Award за приверженность компании разнообразию, о чем свидетельствует ее «каталог и список артистов».
1 апреля 2014 года Universal Music объявила о роспуске Island Def Jam Music, одной из четырех действующих зонтичных групп Universal Music. Генеральный директор Universal Люсьен Грейндж сказал о закрытии: «Сколько бы мы ни работали, чтобы создать IDJ как бренд, этот бренд никогда не сможет быть таким же мощным, как каждая из составных частей IDJ». Island Records и Def Jam теперь работают как автономные лейблы. Барри Вайс, который ранее перешел из Sony Music, возглавил Island Def Jam Music в 2012 году. Именно тогда Motown Records была включена в состав Island Def Jam, после выхода из Universal Music. Кроме того, в рамках смены лейблов Motown Records переехали в Лос-Анджелес, чтобы стать частью Capitol Music Group, а предыдущий вице-президент Эфиопии Хабтемариам был назначен президентом лейбла Motown Records.
Universal Music Group начала производство фильмов и телепрограмм, купив в 2014 году Eagle Rock Entertainment. Первым крупным фильмом UMG стал Эми, получивший премию Оскар за лучший документальный фильм. Также отмечаются документальные фильмы Курт Кобейн: Чёртов монтаж и The Beatles: Eight Days a Week. В январе 2016 года UMG наняла Дэвида Блэкмана из Laurence Mark Production, где он был президентом по производству в качестве главы отдела разработки и производства фильмов, а театрального продюсера Скотта Лэндиса в качестве специального театрального советника по развитию и производству. Исполнительный вице-президент UMG Мишель Энтони, а также председатель и главный исполнительный директор Universal Music Publishing Group Джоди Герсон контролировали работу пары. 11 февраля 2017 года PolyGram Entertainment была перезапущена как кино- и телевизионное подразделение Universal Music Group под руководством Дэвида Блэкмана.
В 2015 году UMG в Capitol Records заработали все основные награды Грэмми за год. Сэм Смит получил премию как лучший новый исполнитель, а также премии за лучшую запись года и лучшую песню года. Бек получил премию за лучший альбом года.
В марте 2016 года Universal Music Canada передала архивы EMI Music Canada Университету Калгари.
В мае 2016 года UMG приобрела агентство цифрового маркетинга Famehouse. В том же году Пол Маккартни и Bee Gees подписали контракт с UMG Capitol Records, включая выпуск их каталогов.
В апреле 2017 года UMG подписала новое многолетнее лицензионное соглашение со Spotify, ведущим мировым стриминговым сервисом, а в мае 2017 года UMG подписала соглашение с Tencent, крупнейшей китайской игровой и социальной сетью.
В июле 2017 года песня Despacito Луиса Фонси, Дэдди Янки, а также при участии Джастина Бибера, стала самым популярным треком всех времен. К 2018 году песня побила несколько мировых рекордов Гиннеса, заняла первое место в чарте Billboard Hot Latin Songs, а клип стал самым просматриваемым видео в Интернете.
В августе 2017 года UMG и Grace/Beyond договорились о разработке трех новых музыкальных телесериалов: 27, Melody Island и Mixtape.
В октябре 2017 года UMG объявила о запуске Accelerator Engagement Network - инициативы, направленной на развитие музыкальных стартапов по всему миру.
В ноябре 2017 года USC Annenberg объявила о партнерстве с UMG и участии компании в «Annenberg Inclusion Initiative». Именно UMG стала первой музыкальной компанией, сделавшей это. Инициатива призвана изменить представление о женщинах и недостаточно представленных расовых и этнических группах в медиаиндустрии.
В декабре 2017 года Universal Music Group приобрела лейблы Stiff и ZTT вместе с Perfect Songs Publishing у SPZ Group Тревора Хорна; BMG Rights Management через дочернюю компанию Union Square Music сохранила свои старые каталоги. В том же месяце UMG подписала глобальное многолетнее соглашение с Facebook, став первой из «большой тройки», кто лицензировала свою записанную музыку и начал публиковать каталоги для видео и других социальных сетей через Facebook, Instagram и Oculus. Sony и Warner подписали аналогичные контракты с Facebook в следующем году. Кроме того, 19 декабря 2017 года UMG подписала многолетнее лицензионное соглашение с YouTube.

### 2018 – настоящее время
В июне 2018 года Universal Music Japan объявили об эксклюзивном лицензионном соглашении с Disney Music Group.
В июле The Rolling Stones подписали всемирное соглашение с UMG, касающееся записанной музыки и аудиовизуальных каталогов группы, архивной поддержки, глобального мерчандайзинга и управления брендом. В том же месяце Vivendi объявила о намерении продать половину Universal Music Group одному или нескольким инвесторам.
В среднегодовом отчете Nielsen о музыке в США за 2018 год UMG вошли в историю с восемью из 10 лучших артистов в рейтинге. В августе 2018 года UMG объявила о стратегической экспансии в Африке, открыв офис в Абиджане для наблюдения за франкоязычной Африкой, а также открыв офис Universal Music Nigera в Лагосе, чтобы сосредоточиться на привлечении местных артистов и их продвижении по всему миру. В сентябре 2018 года певец Элтон Джон подписал соглашение о глобальном партнерстве с UMG в области записи и публикации музыки, управлении брендом и лицензионных прав.
19 ноября 2018 года певица и автор песен Тейлор Свифт подписала новый контракт с UMG на выпуск нескольких альбомов, в США ее будущие релизы будут продвигаться под лейблом Republic Records. В дополнение к обещанному владению ее мастер-записями, UMG согласилась, в случае продажи части своей доли в Spotify, распределить выручку между своими артистами и сделать ее невозмещаемой.
В декабре 2018 года Bohemian Rhapsody группы Queen стала самой популярной песней до-стримингового периода и самой популярной классической рок-песней всех времен. В феврале 2019 года UMG полностью приобрела музыкального дистрибьютора INgrooves.
UMG вошла в ежегодный список 50 самых инновационных компаний мира за 2019 год издания Fast Company, став первой крупной музыкальной компанией, включенной в этот список за десятилетие. Также UMG были названы Forbes одними из лучших работодателей среднего бизнеса Америки в 2019 году.
В июне YouTube и UMG объявили, что обновят более 1000 популярных музыкальных клипов до высокого разрешения, выпустив их до 2020 года.
В августе 2019 года Tencent и Vivendi начали переговоры о продаже Tencent 10% доли Vivendi в Universal Music.
UMG и Lego Group объявили о партнерстве в области музыкальных продуктов 26 апреля 2020 года.
16 июня 2020 года Universal переименовали Virgin EMI Records в EMI Records и назначили Ребекку Аллен (бывший президент лейбла UMG Decca) президентом лейбла, вернув бренд EMI. В тот же день UMG объявила об открытии своих новых филиалов в Марокко и Израиле.

## Vevo
Universal Music Group совместно разработали Vevo, сайт с музыкальными видеоклипами, вдохновленный Hulu, который аналогичным образом позволяет бесплатно транслировать видео и другой музыкальный контент с поддержкой рекламы.
24 мая 2018 года Vevo объявили, что больше не будут распространять видео на Vevo.com, вместо этого сосредоточившись на синдикации с YouTube.

## Офисы

### Лос-Анджелес

#### Санта-Моника
Штаб-квартира UMG находится в Санта-Монике. Interscope Geffen A&M и каталогизирующее подразделение компании Universal Music Enterprises (UME), также расположены в Санта-Монике. Здесь также есть офисы Def Jam, Island и Republic Records. Председатель и главный исполнительный директор UMG Люсьен Грейндж работает в офисе компании в Санта-Монике. Штаб-квартира Universal Music Publishing также находится в городе.

#### Голливуд
Штаб-квартира Capitol Music Group находится в здании Capitol Records в Голливуде. Штаб-квартира Universal Music Latin Entertainment также находится в Голливуде.

#### Вудленд-Хиллз
Universal Music Group управляет второстепенным офисом в Вудленд-Хиллз, который занимается финансовыми, лицензионными и операционными функциями.

### Нью-Йорк
У UMG есть офисы в Нью-Йорке, где расположены штаб-квартиры Island Records, Def Jam Recordings, Republic Records, Verve Label Group и Spinefarm Records.

### Другие офисы
Штаб-квартира Universal Music Latin America находится в Майами, штат Флорида.
Штаб-квартира Universal Music Group Nashville находится в Нэшвилле, штат Теннесси.
Universal Music Spain находится в Мадриде, Испания.
Universal Music Group Global (ранее известная как Universal Music Group International) имеет офисы в Лондоне.
Universal Music GmbH, немецкий филиал, расположен в Берлине. В 2002 году филиал переехал из Гамбурга в район Фридрихсхайн.
Universal Music Polska находится в Варшаве.
Компания Universal Music Canada находится в Торонто.

### Другие места
UMG работает более чем на 60 территориях по всему миру, включая Австралию, Бразилию, Францию, Индию, Большой Китай, Японию, Новую Зеландию, Россию, Южную Африку и Южную Корею. Компания-учредитель Universal Music Group, Vivendi, находится в Париже, Франция.

### Россия
8 марта 2022 года Universal Music Group сообщила, что приостанавливает бизнес в России и закрывает свои офисы, присоединясь к растущему числу компаний, которые бойкотируют Россию. В компании заявили:
Мы призываем положить конец насилию в Украине. Мы поддерживаем международные санкции и вместе с нашими сотрудниками и артистами, которые работают в США, Великобритании, Польше, Словакии, Германии, Чехии и Венгрии и поддерживаем усилия по оказанию гуманитарной помощи беженцам из региона.
В августе 2024 года, UMG заключила новое соглашение с музыкальным сервисом Яндекс.Музыка для добавления каталога, выпущенного после марта 2022 года.

## Противоречия

### Взяточничество
В мае 2006 года, расследование во главе с нью-йоркским генеральным прокурором Элиотом Спитцером закончилось тем, что медиахолдинг был признан виновным в подкупе американских радиостанций, которые передавали в эфир песни Эшли Симпсон, Брайана МакНайта, Big Tymers, Ника Лаше, Линдси Лохан и других исполнителей, работающих на лейблы Universal Music Group. Холдинг заплатил $12 млн государственным органам за урегулирование конфликтной ситуации.

### YouTube
В мае 2007 года холдинг UMG был обвинен в злоупотреблении DMCA (Закон об Авторском Праве в Цифровую Эпоху), после того как заставил YouTube удалить видео американского комментатора и блогера Мишель Малкин. В своем видео Мишель позволила себе резкость в адрес певца Akon, прокомментировав видеоэпизод с участием исполнителя, как «унижение женского достоинства». Но, в конце концов, UMG отступились от своих претензий, после того как в ситуацию вмешалась правозащитная организация Electronic Frontier Foundation. Также в последнее время UMG часто обвинялись в злоупотреблении своими возможностями в плане устранения многочисленных некоммерческих роликов и инструментальных каверов, созданных пользователями, которые использовали или переигрывали музыкальные произведения, подписанные лейблами, принадлежащими UMG.

### Плати-за-прослушивание
В 2007 году Universal нашли новый способ бороться с пиратским бизнесом. Смысл состоит в том, что если у вас есть профиль на Myspace, Facebook или вы автор блога, то появляется возможность установить виджет на своей странице. Если реферал покупает композицию из этого виджета, то вам идут денежные отчисления.

### MySpace
В декабре 2007 года Колби Коллэй, американская поп-певица, случайно заявила о том, что Universal вводит новую политику в отношении MySpace. По её словам, лейбл ограничит длину прослушивания композиций на сайте до 1,5 минут.

### International Music Feed
7 января 2008 года UMG объявил о том, что холдинг закрывает канал IMF, так как он был продан другой телевизионной сети. На 9 января 2008 года «Канал 157» (спутниковое телевидение Dish Network) официально принадлежит Ovation TV.

### Megaupload
9 декабря 2011 года Megaupload опубликовали музыкальное видео под названием «The Mega Song», в котором артисты, включая Канье Уэста, Snoop Dogg, Алишу Киз и Will.i.am, выражают поддержку компании. Музыкальное видео также было загружено на YouTube, но было удалено по запросу UMG. Megaupload заявила, что видео не содержит контента, нарушающего авторские права, и дали комментарий: «Мы подписали соглашения с каждым представленным артистом для этой кампании». Megaupload потребовала извинений от UMG и подала иск против компании в Окружной суд США Северного округа Калифорнии 12 декабря 2011 года. UMG отрицает, что удаление было осуществлено в соответствии с Законом об авторском праве в цифровую эпоху, и заявили, что удаление было «в соответствии с соглашением UMG и YouTube», которое дает UMG «право блокировать или удалять размещенные пользователями видео через CMS (систему управления контентом) YouTube на основе ряда критериев, определенных в контракте». Видео впоследствии было возвращено на YouTube, и причины удаления UMG остались неясными. Адвокаты will.i.am изначально утверждали, что он никогда не давал согласия на проект, а 12 декабря он отрицал свою причастность к извещению об удалении. Megaupload закрыла иск против UMG в январе 2012 года.